# Los Cabos Open 2018
Los Cabos Open 2018 — тенісний турнір, що проходив на кортах з твердим покриттям у місті Кабо-Сан-Лукас, Мексика з 30 липня. Належав до категорії ATP World Tour 250.

## Фінальна частина

### Одиночний розряд
Фабіо Фоніні —  Хуан Мартін дель Потро 6–4, 6–2

### Парний розряд
Марсело Аревало /  Мігель Ангел Реєс-Варела —  Тейлор Фріц /  Танасі Коккінакіс 6–4, 6–4